# Ondřej Hanus
Ondřej Hanus (* 5. března 1987 Nemějice) je český básník, překladatel a literární publicista.

## Život a dílo
Po absolvování Gymnázia Písek vystudoval bohemistiku a překladatelství na Filozofické fakultě Univerzity Karlovy. Působil jako vedoucí recenzní rubriky časopisu Tvar, bibliograf v Ústavu pro českou literaturu AV ČR, redaktor a šéfredaktor časopisu pro současnou poezii Psí víno, nakladatelský redaktor v rámci skupiny Albatros Media, od roku 2019 jako interní překladatel/korektor. Kromě poezie (spolu)přeložil několik odborných titulů (George Steiner, Adrian Johns, Alberto Manguel, W. J. T. Mitchell) a román Pozvání k ohni od Adrienne Celt. Pochází z Nemějic, trvale žije v Praze. Od roku 2013 do roku 2023 byl členem České pirátské strany.
Vydal básnické sbírky Stínohrad (Brno: Weles, 2008), Výjevy (Brno: Host, 2013; Cena Jiřího Ortena 2014) a Volné verše (Brno: Host, 2017; nominace na cenu Magnesia Litera 2018).